# Periodo ipotetico dell'eventualità
Il periodo ipotetico dell'eventualità (II tipo) è un'unità logica della sintassi presente solo nel greco antico.
In greco si traduce con εἰ ἄν (spesso anche ἐάν o ἄν/ἤν, rispettivamente contrazione parziale e totale delle due particelle; da non confondere gli omografi ἄν, contrazione delle due particelle che presenta alfa lungo, e ἄν, particella semplice che presenta alfa breve) più il congiuntivo nella protasi (subordinata) e l'imperativo o l'indicativo nell'apodosi (principale). Nella traduzione italiana εἰ ἄν si rende solitamente con qualora oppure con varie perifrasi del tipo nell'eventualità in cui, nel caso in cui seguite dal congiuntivo presente o passato oppure con se e il futuro o il presente indicativo:
- εἰ ἄν τοῦτο ποιήσῃς, νικήσεις Qualora tu faccia questo, vincerai
- εἰ ἄν νικήσῃς, ἐπανελθέ εἰς τὸ ἄστυ Se vincerai, torna in città
- εἰ ἄν οἱ πολέμιοι τῷ ἄστει προσχωρῶσιν, εἰσέρχετε εἰς τὰ τείχη Nell'eventualità in cui i nemici si avvicinino alla città, entrate dentro le mura